# Mae Marsh
Mae Marsh (nascida Mary Wayne Marsh ; Madrid (Novo México), 9 de novembro de 1894 - Hermosa Beach, 13 de fevereiro de 1968), foi uma atriz de cinema norte-americana com uma carreira de mais de 50 anos.

## Primeiros anos
Mae Marsh era Mary Wayne Marsh, nascida em Madri, Novo México, em 9 de novembro de 1894. Era filha de Charles Marsh e Mary Wayne Marsh e frequentou  a Escola do Sagrado Coração, bem como escola pública.
Há uma história contada frequentemente sobre a infância de Marsh, de que seu pai, auditor de ferrovia, morreu quando ela tinha quatro anos. Sua família teria se mudado para São Francisco, onde seu padrasto morreu no grande terremoto de 1906. Sua tia-avó então teria levado Mae (e sua irmã mais velha, Marguerite), para Los Angeles, esperando que os estúdios as contratassem como extras  . "   No entato, seu pai, Charles Marsh, era um bartender, não foi auditor de estrada de ferro, e estava vivo pelo menos em junho de 1900, quando Marsh tinha quase seis anos. ]Seu padrasto, o inspetor de campos de petróleo, William Hall, não poderia ter morrido no terremoto de 1906, pois estava vivo nessa ocasião, tendo sido listado no censo de 1910, vivendo com sua mãe e irmãs.
Marsh trabalhava como vendedora e costumava passear pelos cenários e estúdios, observando o progresso de sua irmã, que trabalhava em um filme. Começou como figurante em vários filmes e desempenhou seu primeiro papel no filme "Ramona" (1910) aos 15 anos.
“Marquei meu caminho no cinema”, relembra Marsh em "The Silent Picture". "Eu costumava seguir minha irmã Marguerite até o antigo estúdio da Biograph e, um dia, o Sr Griffth me notou, me fotografou e eu tive a minha chance. Amo meu trabalho e, embora novos e maravilhosos interesses surgiram na minha vida, ainda amo e não consigo pensar em desistir.  ” :114

## Crescimento na Carreira

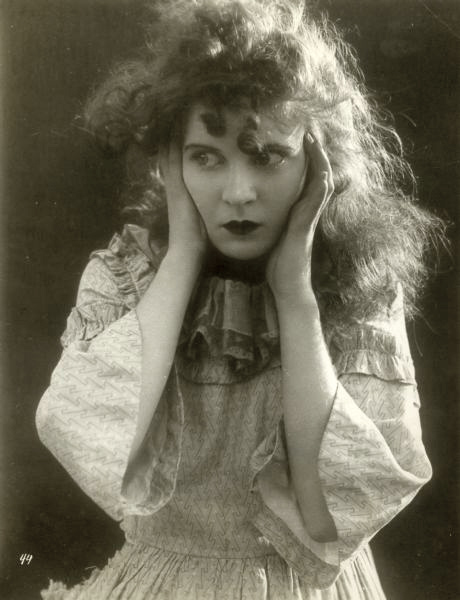
Mae Marsh em O nascimento de uma nação, 1915.

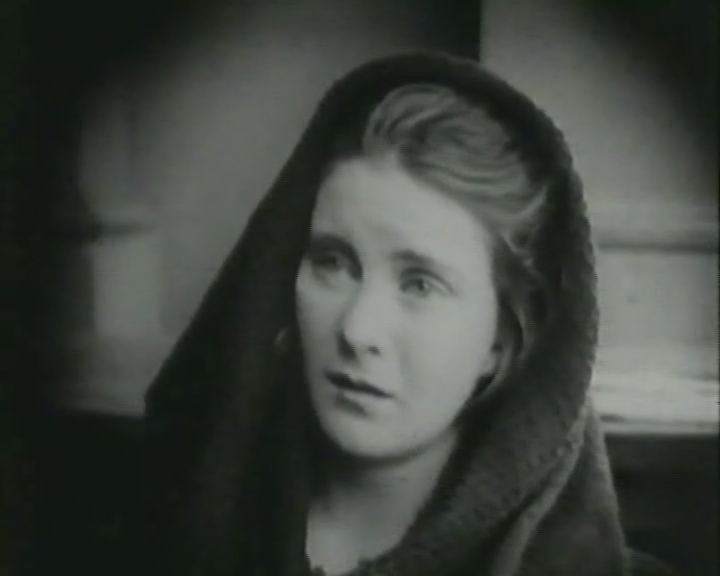
Mae Marsh em Intolerância, 1916

Mae Marsh em "Stake Uncle Sam do Play Your Hand" (1918)

Marsh trabalhou com DW Griffith em pequenos papéis na Biograph, quando filmavam na California e em Nova York. Sua grande chance veio quando Mary Pickford, estrela da Biograph, na época já casada, recusou-se a atuar no papel de Lily-White em "Man´s Genesis" por não querer mostrar suas pernas. Griffth deu o papel a Marsh, que ali começou sua trajetória no cinema.
Trabalhando com Mack Sennett e D.W.Griffith, às vezes atuava em oito filmes por ano e frequentemente fazia par romântico com Robert Harron, protegido de Sennett. Em "The Birth of a Nation"  (1915), ela interpretou a moça ingênua que aguarda a volta da guerra de seus irmãos e que, em uma das cenas mais fortes do filme, salta para a morte ao invés de se submeter aos avanços de Gus, o chamado "negro renegado", que mais tarde é morto pela Ku Klux Klan. Em Intolerância (1916) ela atua como a esposa que teve o bebê levado depois que o marido foi injustamente preso.
Marsh assinou um contrato lucrativo com Samuel Goldwyn, no valor de US$ 2.500 por semana, após "Intolerance", porém nenhum dos filmes que fez com ele foi particularmente bem sucedido. Após seu casamento com Lee Arms, agente de publicidade de Goldwyn, em 1918, a produção de seus filmes diminuiu por cerca de um ano.
O último papel principal de Marsh foi em "The White Rose" (1923), com Ivor Novello e Carol Dempster. Ela juntou-se novamente a Novello na versão cinematográfica da peça teatral de sucesso, "The Rat" (1925).
Em 1955, March recebeu o prêmio "George Eastman" por sua contribuição à arte cinematográfica.

## Cinema Falado
Marsh deixou a aposentadoria para atuar no cinema falado e desempenhou um papel no remake de Henry King, "Over the Hill" (1931). Marsh atuou em vários outros filmes populares, como "Rebecca of Sunnybrook Farm" (1932) e "Little Man, What Now?" (1934). Ela também se tornou a atriz favorita do diretor John Ford, aparecendo em "The Grapes of Wrath"  (1940), "How Green Was My Valley" (1941), "3 Godfathers" (1948), "The Robe" (1953) e "The Searchers" (1956).
March tem uma estrela na Calçada da Fama de Hollywood, localizada em Vine Street 1600.

## Vida Pessoal
Casou-se com o agente de publicidade de Sam Goldwyn, Louis Lee Arms, em 1918. Tiveram 3 filhos. Marsh morreu em 13 de fevereiro de 1968 e está enterrada no Pacific Crest Cemetery, em Redondo Beach, Califórnia .

## Filmografia

### Filmes Mudos
- Ramona (1910, Short)
- Serious Sixteen (1910, Short)
- Fighting Blood (1911, Short)
- The Siren of Impulse (1912, Short)
- A Voice from the Deep (1912, Short) as On Beach (uncredited)
- Just Like a Woman (1912, Short) as In Club
- One Is Business, the Other Crime (1912, Short)
- The Lesser Evil (1912, Short) as The Young Woman's Companion
- The Old Actor (1912, Short)
- When Kings Were the Law (1912, Short) as At Court (uncredited)
- A Beast at Bay (1912, Short) as The Young Woman's Friend
- Home Folks (1912, Short) as At Barn Dance
- A Temporary Truce (1912, Short) as A Murdered Settler (uncredited)
- Lena and the Geese (1912, Short) as The 'Adopted' Daughter
- The Spirit Awakened (1912, Short) as The Renegade Farmhand's Sweetheart
- The School Teacher and the Waif (1912, Short) as Schoolgirl
- An Indian Summer (1912, Short) as The Widow's Daughter
- Man’s Genesis (1912, Short) as Lillywhite
- The Sands of Dee (1912, Short) as Mary
- The Inner Circle (1912, Short)
- The Kentucky Girl (1912, Short) as Belle Hopkins - Bob's Sister
- The Parasite (1912, Short) as Rose Fletcher
- Two Daughters of Eve (1912, Short)
- For the Honor of the Seventh (1912, Short) as The Girl in Town
- Brutality (1912, Short) as The Young Woman
- The New York Hat (1912, Short) as Second Gossip
- The Indian Uprising at Sante Fe (1912, Short) as Juan
- Three Friends (1913, Short) as The Wife's Friend
- The Telephone Girl and the Lady (1913, Short) as The Telephone Girl
- An Adventure in the Autumn Woods (1913, Short) as The Girl
- The Tender Hearted Boy (1913, Short) as The Tender-Hearted Boy's Sweetheart
- Love in an Apartment Hotel (1913, Short) as Angelina Millingford, a Maid
- Broken Ways (1913, Short) as Minor Role (uncredited)
- A Girl’s Stratagem (1913, Short) as The Young Woman
- Near to Earth (1913, Short) as One of Marie's Friends
- Fate (1913, Short) as Mother, Loving Family
- The Perfidy of Mary (1913, Short) as Mary
- The Little Tease (1913, Short) as The Little Tease, as an Adult
- The Lady and the Mouse (1913, Short) as Minor Role (uncredited)
- The Wanderer (1913, Short) as The Other Parents' Daughter, as an Adult
- His Mother’s Son (1913, Short) as The Daughter
- A Timely Interception (1913, Short) as Minor Role (uncredited)
- The Mothering Heart (1913, Short) as Minor Role (uncredited)
- Her Mother’s Oath (1913, Short) as In Church
- The Reformers (1913, Short) as The Daughter
- Two Men of the Desert (1913, Short)
- Primitive Man (1913, Short)
- For the Son of the House (1913, Short) as The Young Woman
- Influence of the Unknown (1913, Short) as The Young Woman
- The Battle at Elderbush Gulch (1913, Short) as Sally Cameron
- Judith of Bethulia (1913) as Naomi
- Brute Force (1914, Short) as Lillywhite
- The Great Leap; Until Death Do Us Part (1914) as Mary Gibbs
- Home, Sweet Home (1914) as Apple Pie Mary Smith
- The Escape (1914) as Jennie Joyce
- The Avenging Conscience (1914) as The Maid
- Moonshine Molly (1914, Short) as Molly Boone
- The Birth of a Nation (1915) as Flora Cameron - The Pet Sister
- The Outcast (1915) as The Girl of the Slums
- The Outlaw's Revenge (1915) as The American lover
- The Victim (1915, Short) as Mary Hastings, Frank's Wife
- Her Shattered Idol (1915) as Mae Carter
- Big Jim’s Heart (1915, Short)
- Hoodoo Ann (1916) as Hoodoo Ann
- A Child of the Paris Streets (1916) as Julie / the Child-Wife
- A Child of the Streets (1916)
- The Wild Girl of the Sierras (1916) as The Wild Girl
- The Marriage of Molly-O (1916) as Molly-O
- Intolerance (1916) as The Dear One
- The Little Liar (1916) as Maggie
- The Wharf Rat (1916) as Carmen Wagner
- Polly of the Circus (1917) as Polly
- Sunshine Alley (1917) as Nell
- The Cinderella Man (1917) as Marjorie Caner
- Field of Honor (1918) as Marie Messereau
- The Beloved Traitor (1918) as Mary Garland
- The Face in the Dark (1918) as Jane Ridgeway
- All Woman (1918) as Susan Sweeney
- The Glorious Adventure (1918) as Carey Wethersbee
- Money Mad (1918) as Elsie Dean
- Hidden Fires (1918) as Peggy Murray / Louise Parke
- The Racing Strain (1918) as Lucille Cameron
- The Bondage of Barbara (1919) as Barbara Grey
- Spotlight Sadie (1919) as Sadie Sullivan
- The Mother and the Law (1919) as The Little Dear One
- The Little 'Fraid Lady (1920) as Cecilia Carne
- Nobody’s Kid (1921) as Mary Cary
- Till We Meet Again (1922) as Marion Bates
- Flames of Passion (1922) as Dorothy Hawke
- Paddy the Next Best Thing (1923) as Paddy
- The White Rose (1923) as Bessie 'Teazie' Williams
- Daddies (1924) as Ruth Atkins
- Arabella (1924) as Arabella
- Tides of Passion (1925) as Charity
- The Rat (1925) as Odile Etrange
- Racing Through (1928)

### Cinema Falado
- Over the Hill (1931) as Ma Shelby
- Rebecca of Sunnybrook Farm (1932) as Aunt Jane
- That's My Boy (1932) as Mom Scott
- Alice in Wonderland (1933) as Sheep
- Little Man, What Now? (1934) as Wife of Karl Goebbler
- Bachelor of Arts (1934) as Mrs. Mary Barth
- Black Fury (1935) as Mrs. Mary Novak
- Hollywood Boulevard (1936) as Carlotta Blakeford
- Drums Along the Mohawk (1939) as Pioneer Woman (uncredited)
- Heaven with a Barbed Wire Fence (1939) as Empire State Building Tourist (uncredited)
- Swanee River (1939) as Mrs. Jonathan Fry (uncredited)
- The Man Who Wouldn't Talk (1940) as Mrs. Stetson
- The Grapes of Wrath (1940) as Muley's Wife (uncredited)
- Four Sons (1940) as Townswoman (uncredited)
- Young People (1940) as Maria Liggett
- Tobacco Road (1941) as County Clerk's Assistant (uncredited)
- The Cowboy and the Blonde (1941) as Office Worker (uncredited)
- For Beauty's Sake (1941) as Night Manager (uncredited)
- Belle Starr (1941) as Preacher's Wife (uncredited)
- Great Guns (1941) as Aunt Martha
- Swamp Water (1941) as Mrs. McCord (uncredited)
- How Green Was My Valley (1941) as Miner's Wife (uncredited)
- Remember the Day (1941) as Teacher (uncredited)
- Blue, White and Perfect (1942) as Mrs. Bertha Toby
- Son of Fury: The Story of Benjamin Blake (1942) as Mrs. Purdy (uncredited)
- It Happened in Flatbush (1942) as Aunt Mae, Team Co-Owner (uncredited)
- Tales of Manhattan (1942) as Molly (Robinson sequence)
- Just Off Broadway (1942) as Autograph Seeker (uncredited)
- The Loves of Edgar Allan Poe (1942) as Mrs. Phillips (uncredited)
- The Man in the Trunk (1942) as Mrs. Inge (uncredited)
- Quiet Please, Murder (1942) as Miss Hartwig (uncredited)
- The Meanest Man in the World (1943) as Old Lady (uncredited)
- Dixie Dugan (1943) as Mrs. Sloan
- The Moon Is Down (1943) as Villager (uncredited)
- Tonight We Raid Calais (1943) as French Townswoman (uncredited)
- The Song of Bernadette (1943) as Madame Blanche - Townswoman (uncredited)
- Jane Eyre (1943) as Leah (uncredited)
- The Fighting Sullivans (1944) as Neighbor of Mrs. Griffin (uncredited)
- Buffalo Bill (1944) as Arcade Customer (uncredited)
- Sweet and Low-Down (1944) as Apartment House Tenant (uncredited)
- In the Meantime, Darling (1944) as Emma (uncredited)
- A Tree Grows in Brooklyn (1945) as Tynmore Sister (uncredited)
- State Fair (1945) as Ring-Toss Spectator (uncredited)
- The Dolly Sisters (1945) as Annie (uncredited)
- Leave Her to Heaven (1945) as Fisherwoman (uncredited)
- Johnny Comes Flying Home (1946) as Bus Passenger (uncredited)
- Smoky (1946) as Woman Watching Parade (uncredited)
- My Darling Clementine (1946) as Simpson's Sister (uncredited)
- The Late George Apley (1947) as Dressmaker (uncredited)
- Miracle on 34th Street (1947) as Woman in Santa Line (uncredited)
- Thunder in the Valley (1947) as Flower Vendor (uncredited)
- Mother Wore Tights (1947) as Resort Guest (uncredited)
- Daisy Kenyon (1947) as Woman Leaving Apartment (uncredited)
- Fort Apache (1948) as Mrs. Gates
- Green Grass of Wyoming (1948) as Race Spectator (uncredited)
- Deep Waters (1948) as Molly Thatcher
- The Snake Pit (1948) as Tommy's Mother (uncredited)
- 3 Godfathers (1948) as Mrs. Perley Sweet
- A Letter to Three Wives (1949) as Miss Jenkins (uncredited)
- Impact (1949) as Mrs. King
- It Happens Every Spring (1949) as Greenleaf's Maid (uncredited)
- The Fighting Kentuckian (1949) as Sister Hattie
- Everybody Does It (1949) as Higgins - the Borlands' Maid (uncredited)
- When Willie Comes Marching Home (1950) as Mrs. Clara Fettles (uncredited)
- The Gunfighter (1950) as Mrs. O'Brien (uncredited)
- My Blue Heaven (1950) as Maid (uncredited)
- The Jackpot (1950) as Mrs. Woodruff in Photo (uncredited)
- The Model and the Marriage Broker (1951) as Talkative Patient (uncredited)
- The Quiet Man (1952) as Father Paul's Mother (uncredited)
- Night Without Sleep (1952) as Maid (uncredited)
- The Sun Shines Bright (1953) as G.A.R. Woman at the Ball
- Titanic (1953) as Woman to Whom Norman Gave His Seat (uncredited)
- Powder River (1953) as Townswoman (uncredited)
- A Blueprint for Murder (1953) as Anna Swenson - Lynne's Housekeeper (uncredited)
- The Robe (1953) as Jerusalem Woman Aiding Demetrius (uncredited)
- A Star Is Born (1954) as Malibu Party Guest (uncredited)
- Prince of Players (1955) as Witch in 'Macbeth' (uncredited)
- The Tall Men (1955) as Emigrant (uncredited)
- The Girl Rush (1955) as Casino Patron (uncredited)
- Good Morning, Miss Dove (1955) as Woman in Bank (uncredited)
- Hell on Frisco Bay (1955) as Mrs. Cobb - Steve's Landlady (uncredited)
- While the City Sleeps (1956) as Mrs. Manners
- The Searchers (1956) as Dark Cloaked Woman at Fort Guarding Deranged Woman (uncredited)
- Girls in Prison (1956) as 'Grandma' Edwards
- Julie (1956) as Hysterical Passenger
- The Wings of Eagles (1957) as Nurse Crumley (uncredited)
- Cry Terror! (1958) as Woman in Elevator (replaced by Marjorie Bennett) (scenes deleted)
- The Last Hurrah (1958) as Mourner at Wake (uncredited)
- Sergeant Rutledge (1960) as Mrs. Nellie Hackett (uncredited)
- From the Terrace (1960) as Sandy's Governess (uncredited)
- Two Rode Together (1961) as Hanna Clegg (uncredited)
- Donovan's Reef (1963) as Family Council Member (uncredited)
- Cheyenne Autumn (1964) as Woman (uncredited) (final film role)